# Sarah Warren
Sarah Warren (ur. 20 czerwca 1996 w Willowbrook) – amerykańska łyżwiarka szybka, srebrna medalistka mistrzostw świata.

## Kariera
Na mistrzostwach świata na dystansach w Calgary w 2024 zdobyła srebrny medal w sprincie drużynowym.
Wywalczyła złoto w sprincie drużynowym i srebro w biegu na 1500 m na mistrzostwach czterech kontynentów w Calgary (2022). Następnie zdobywała srebrne medale w sprincie drużynowym na mistrzostwach czterech kontynentów w Quebecu (2023) i mistrzostwach czterech kontynentów w Salt Lake City (2024)